# روبرت والتر رولف
روبرت والتر رولف (بالإنجليزية: Robert Walter Rolf)‏ هو ضابط أمريكي، ولد في 26 أغسطس 1914 في روك أيلاند في الولايات المتحدة، وتوفي في 6 سبتمبر 1942 في لاي في بابوا غينيا الجديدة.